# رایان داناوهو
رایان داناوهو (انگلیسی: Ryan Donowho؛ زادهٔ ۲۰ سپتامبر ۱۹۸۰) هنرپیشه اهل ایالات متحده آمریکا است.
از فیلم‌ها یا برنامه‌های تلویزیونی که وی در آن نقش داشته‌است می‌توان به گل‌های پرپر، او. سی، فرازا، کلبه تب‌دار ۳: بیمار صفر، غریبه‌ها با آبنبات، سربازان ثروت، خونریزی و بندسلم اشاره کرد.